# Bundesautobahn 31
De Bundesautobahn 31 (kort BAB 31, A31 of 31) is een Duitse autosnelweg met een lengte van 241 kilometer tussen Emden- Gronau- Bottrop langs de oostgrens van Nederland. Deze autosnelweg wordt in Duitsland ook wel Emslandautobahn of (Ost)friesenspieß genoemd. In Nederland wordt de A31 ook wel de Emslandlinie genoemd.

## Route
De A31 begint aan de westkant van Emden, tussen de wijken Larrelt en Constantia, bij een kruispunt met verkeerslichten. De snelweg gaat met een boog als randweg om Emden heen om vervolgens een stuk richting het oosten te lopen. Nadat de weg naar het zuiden is afgebogen wordt bij het Oost-Friese knooppunt Leer de A28 (Leer - Oldenburg - Bremen) en Bunde via de korte A280 met de Nederlandse A7 (richting Groningen) verbonden. Daartussen gaat de snelweg door de 945 meter lange Emstunnel. Het trajectdeel tussen beide knooppunten is in het netwerk van Europese wegen onderdeel van de E22.
Nabij de Nederlandse grens doorkruist de A31 het Eemsland. Bij aansluiting Meppen kruist het de E233 die het tracé van de autoweg B402 (Emmen - Cloppenburg) volgt, die in Nederland overgaat in de A37. Het knooppunt Kreuz Schüttorf knoopt verder zuidelijk de A31 met de A30 (Hengelo - Osnabrück). Ongeveer 10 kilometer daarna komt de A31 Noordrijn-Westfalen binnen en verloopt door het westelijke deel van het Münsterland. Na het passeren van de deelstaatgrens wordt de autoweg B54 (Gronau - Münster) gekruist, die in Nederland in de N35 (A35) overgaat (Enschede- Zwolle). De snelweg eindigt bij knooppunt Dreieck Bottrop in het Ruhrgebied op de A2 (Oberhausen - Hannover), die een paar kilometer westelijk van het knooppunt overgaat in de A3 (Arnhem - Keulen).

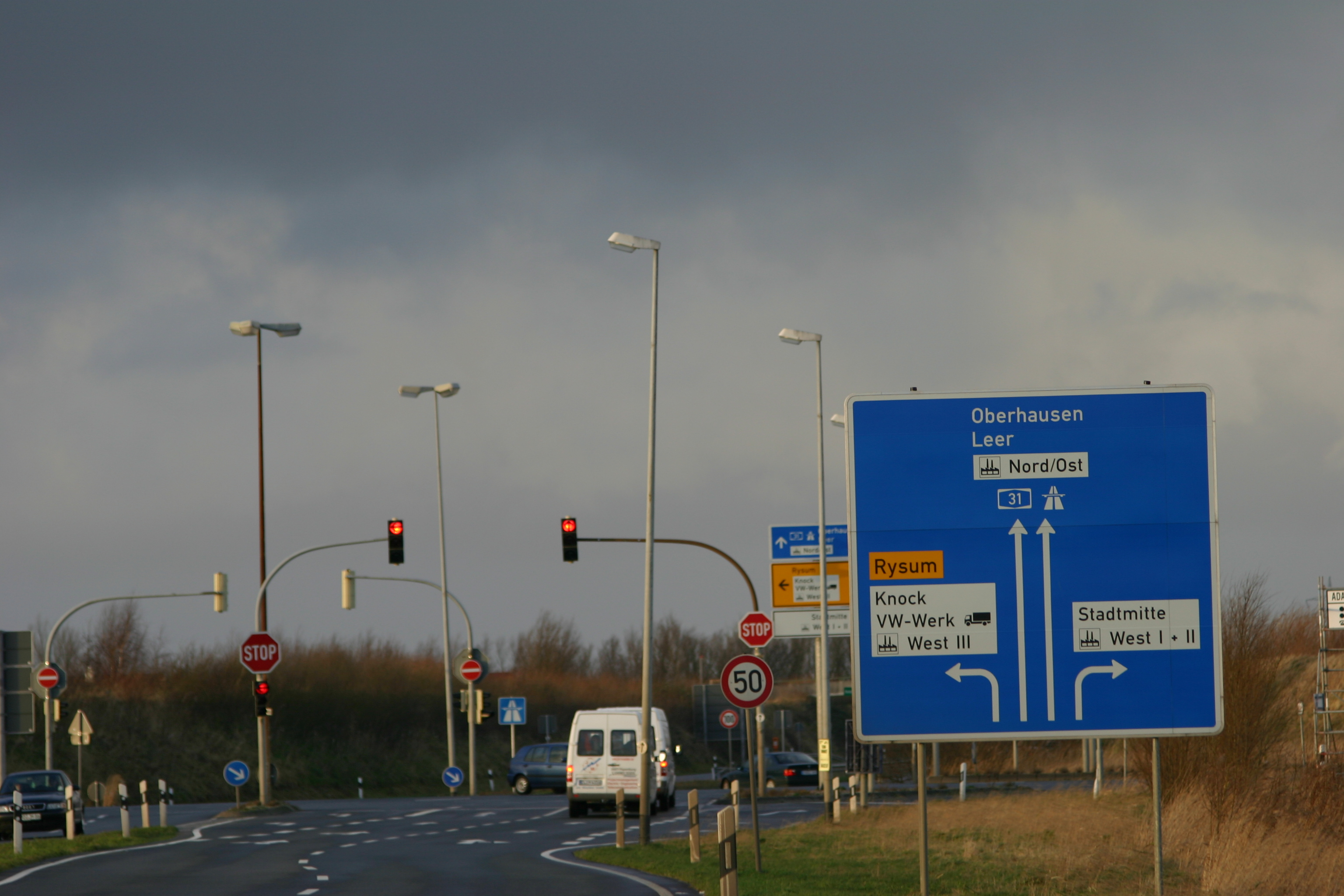
Begin van de Bundesautobahn 31 in Emden. (2007)
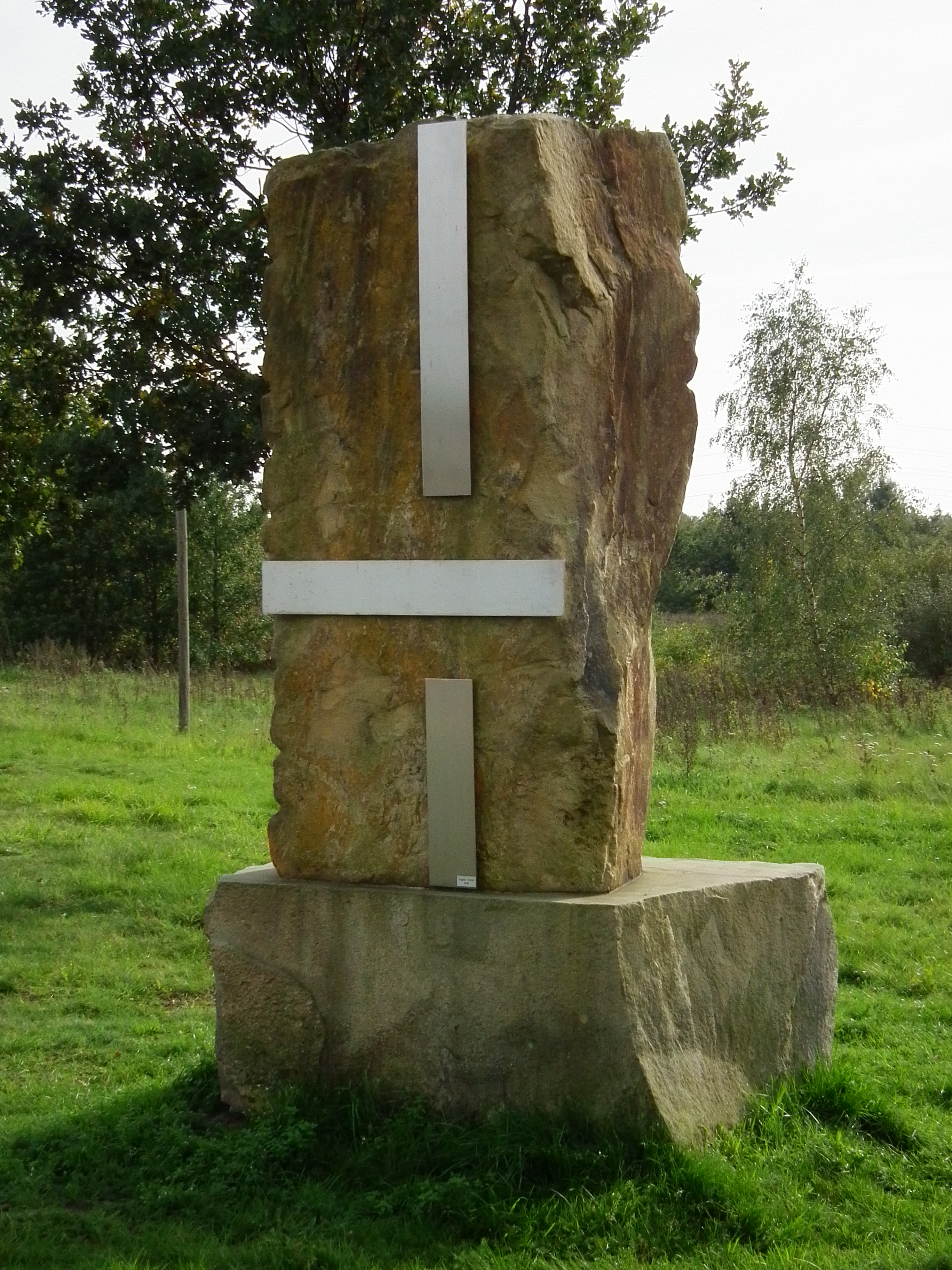
Gedenksteen voor het sluiten van de onderbreking in de A31 bij verzorgingsplaats Heseper Moor. (2010)
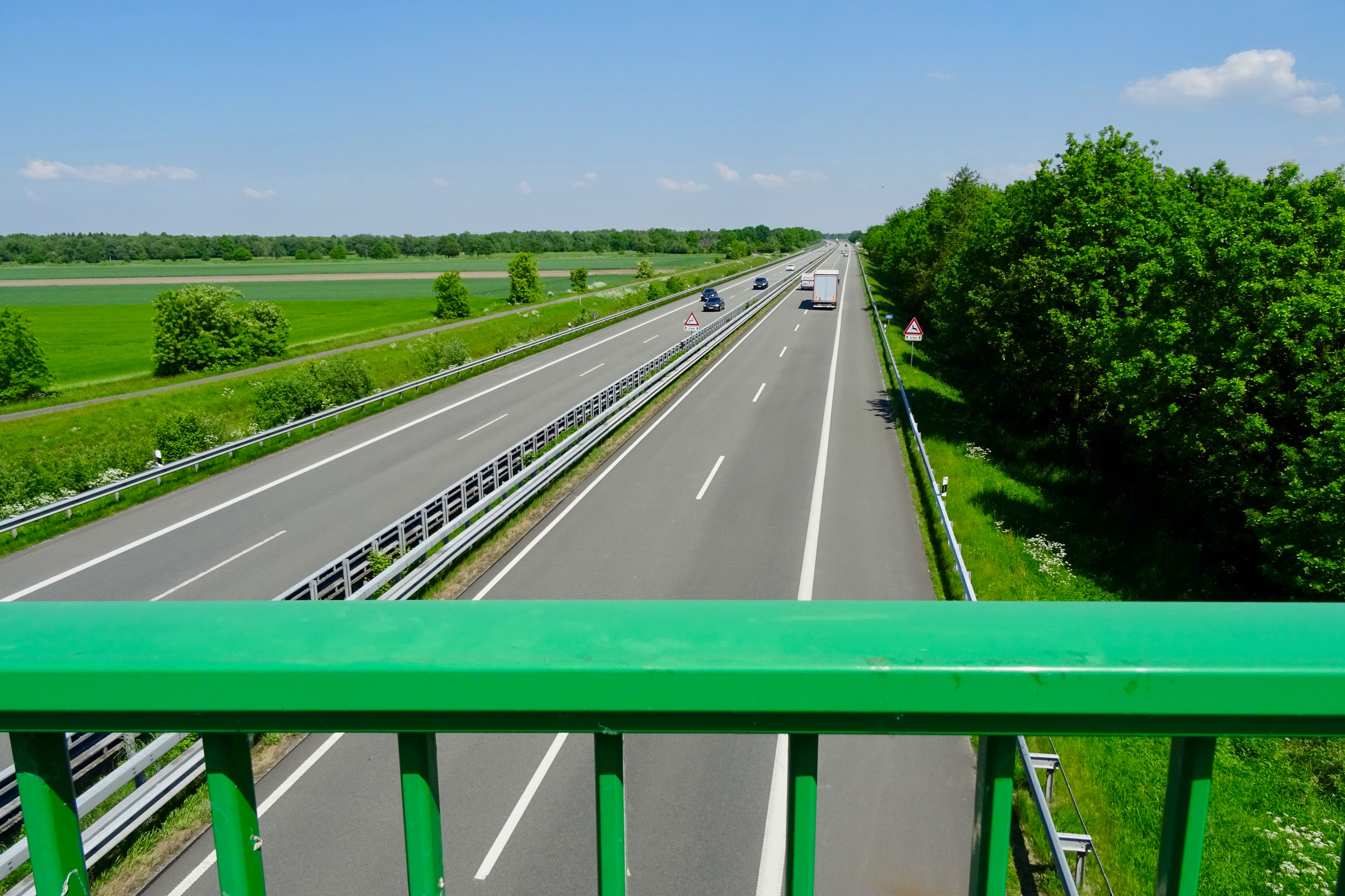
A31 bij Rhede. (2018)
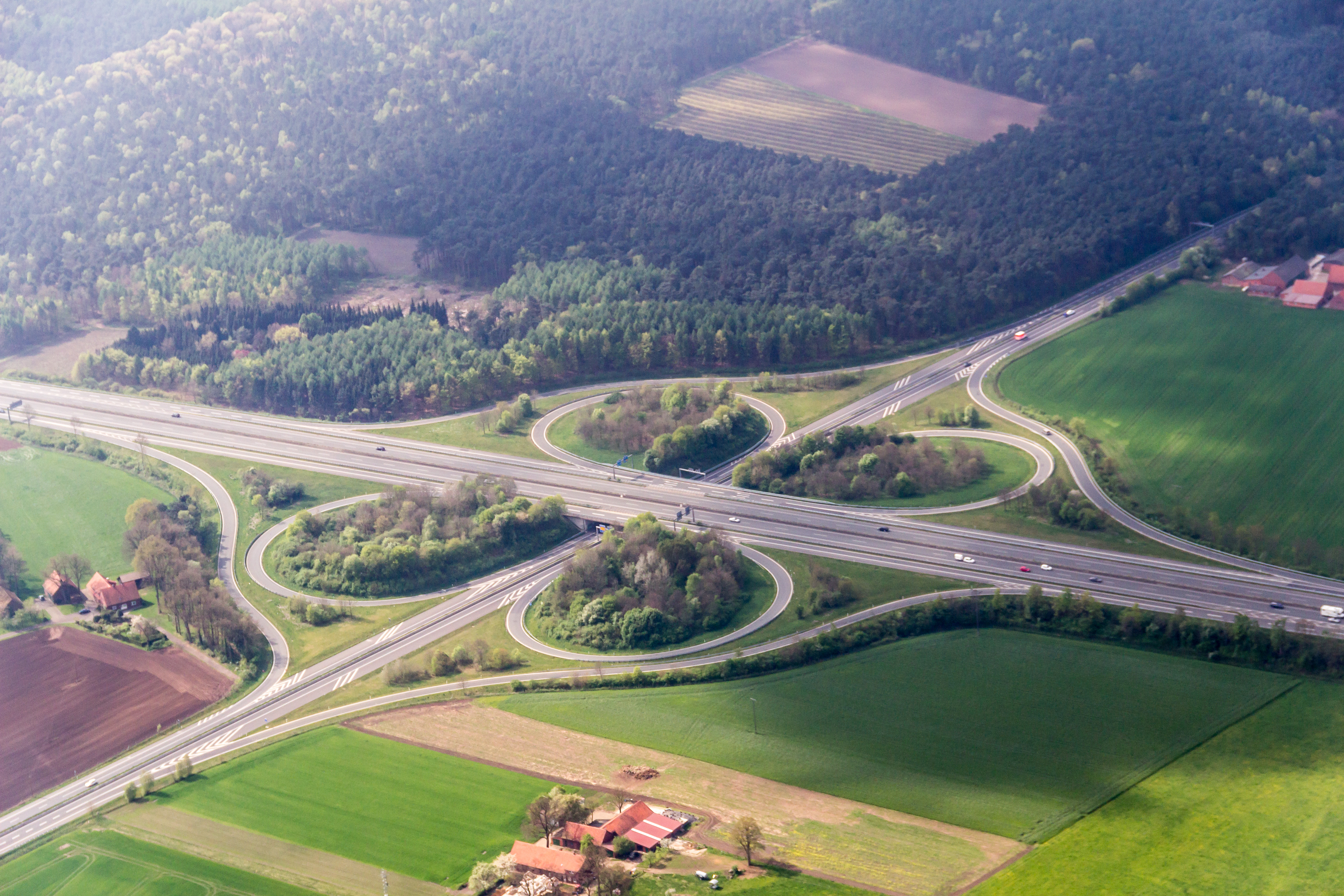
Aansluiting Borken. De A31 loopt van links naar rechts. (2014)

## Geschiedenis

De aangelegde A31 in het blauw en de in het jaar 1976 geplande A31 in het oranje. (2014)

In 1966 werd de A31 voor de eerste keer, toen als A113, in het Bundesverkehrswegeplan opgenomen. Tussen 1975 en 2004 is met financiële middelen van aanliggende regio's de snelweg gebouwd.

### Verworpen plannen van Bottrop tot Bad Neuenahr
Volgens de in 1971 aangenomen wegenplan over de bouw van landelijke wegen in de periode 1971 tot 1985 zou de A113 van Norddeich tot het Ruhrgebied en vanaf hier verder als noord-zuidas tot de A61 bij Bad Neuenahr-Ahrweiler lopen. Tussen Bottrop en Bad Neuenahr-Ahrweiler was het tracé van de A31 als volgt gepland:
- westelijk van Bottrop-Eigen;
- oostelijk van Bottrop-Fuhlenbrock en westelijk van Bottrop-Stadtmitte;
- oostelijk van Oberhausen-Sterkrade;
- oostelijk van Oberhausen-Osterfeld (kruising met de A42;
- oostelijk van Essen-Frintrop respectievelijk westelijk van Essen-Gerschede;
- oostelijk van Essen-Bedingrade en westelijk van Essen-Schönebeck;
- oostelijk van Mülheim an der Ruhr-Eppinghofen en westelijk van Mülheim an der Ruhr-Heißen (kruising met de A40;
- westelijk van Essen-Haarzopf en Essen-Bredeney (kruising met de A52;
- kruising van de Ruhr westelijk van Essen-Schuir respectievelijk oostelijk van Essen-Kettwig;
- westelijk van Velbert en oostelijk van Heiligenhaus (kruising met de A44);
- westelijk van Wülfrath en oostelijk van Mettmann;
- westelijk van Wuppertal-Vohwinkel (kruising met de A46;
- langs Solingen-Gräfrath;
- westelijk van Remscheid (kruising met de A54) en oostelijk van Solingen-Burg an der Wupper;
- westelijk van Wermelskirchen (kruising met de A1);
- westelijk van Wermelskirchen-Kreckersweg en oostelijk van Dhünn (kruising met de A43);
- westelijk van Kürten-Bechen en oostelijk van Bergisch Gladbach;
- westelijk van Kürten-Spitze;
- oostelijk van Overath-Brombach;
- westelijk van Overath (kruising met de A4);
- oostelijk van Lohmar-Dahlhaus;
- westelijk van Lohmar-Hoven en -Honrath;
- oostelijk van Lohmar-Scheiderhöhe en -Donrath;
- westelijk van Lohmar-Algert en -Heide;
- oostelijk van Siegburg-Kaldauen;
- westelijk van Seligenthal (Sieg);
- oostelijk van Hennef (kruising met de A560 en de A56);
- oostelijk van Lichtenberg;
- langs Windhagen (kruising met de A3);
- zuidelijk van Himbergen en noordelijk van Rederscheid;
- westelijk van Kalenborn en oostelijk van Bruchhausen;
- kruising de Rijn noordelijk van Linz am Rhein en oostelijk van Erpel (kruising met de A59 en B42);
- oostelijk en zuidelijk van Remagen;
- noordelijk van Sinzig en zuidelijk van Bad Bodendorf, noordelijk van Heimersheim;
- noordelijk van Bad Neuenahr-Ahrweiler (met aansluiting op de A61 bij Löhndorf en Grafschaft).

Dit ongeveer 100 kilometer lange trajectdeel was als volgt in het wegenplan opgenomen:
| Trajectdeel                                                                  | Aantal rijstroken | Prioriteitsniveau |
| ---------------------------------------------------------------------------- | ----------------- | ----------------- |
| tussen het knooppunt bij Bottrop (A2) en het knooppunt met de A56 bij Hennef | 2x3 rijstroken    | I                 |
| tussen het knooppunt bij Hennef en het knooppunt met de A3 bij Bad Honnef    | 2x2 rijstroken    | II                |
| tussen het knooppunt bij Bad Honnef-Himberg en Himberg                       | 2x2 rijstroken    | I                 |
| tussen Himberg en het knooppunt met de B9 bij Remagen                        | 2x2 rijstroken    | II                |
| tussen het knooppunt bij Remagen en Bad Neuenahr-Ahrweiler (A61)             | 2x2 rijstroken    | I                 |

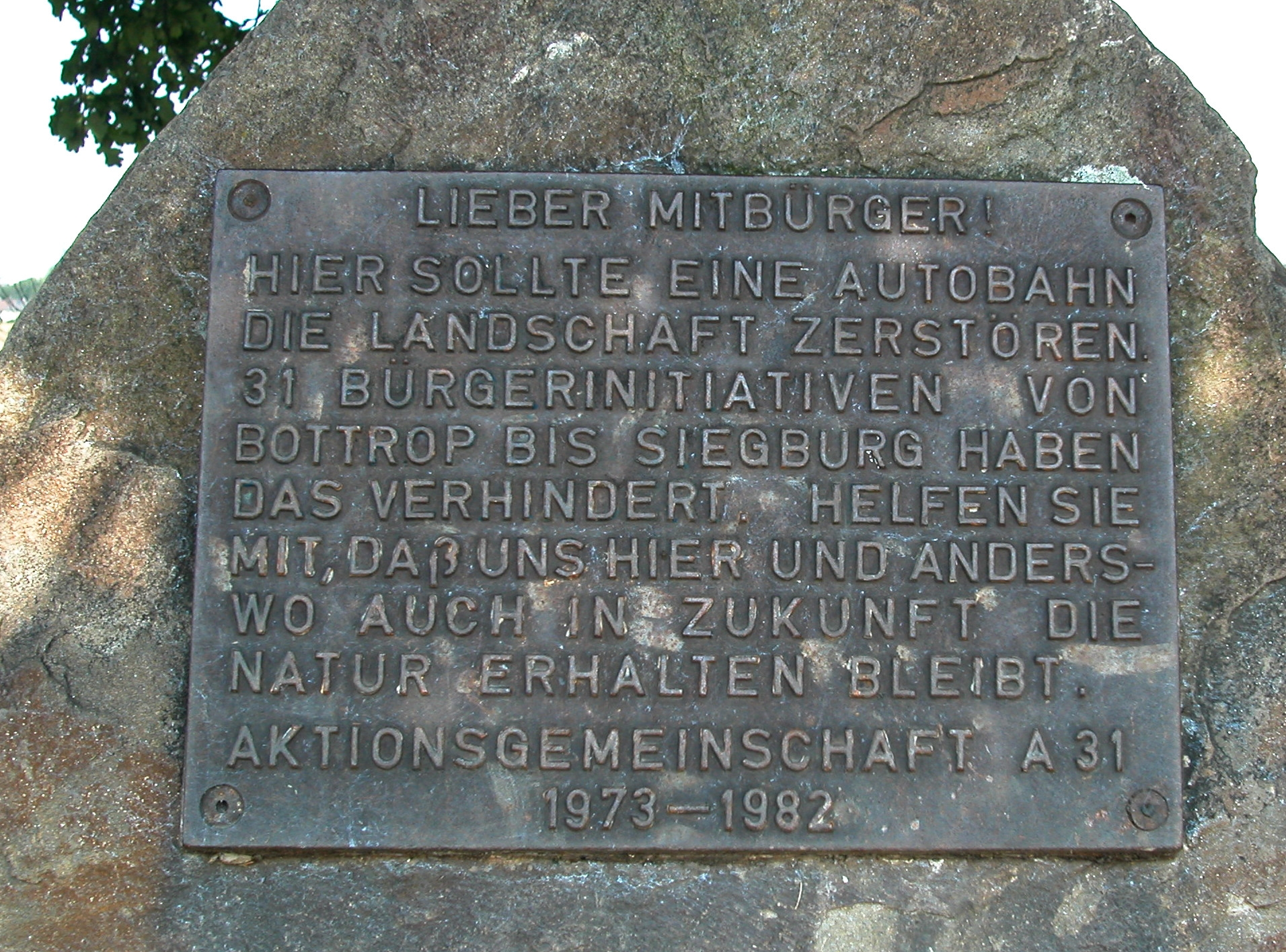
A31-herdenksteen in het Rumbachtal bij Mülheim an der Ruhr. Het opschrift geeft aan dat het actiecomité A31 succesvol de bouw van de snelweg heeft kunnen tegenhouden. (2007)

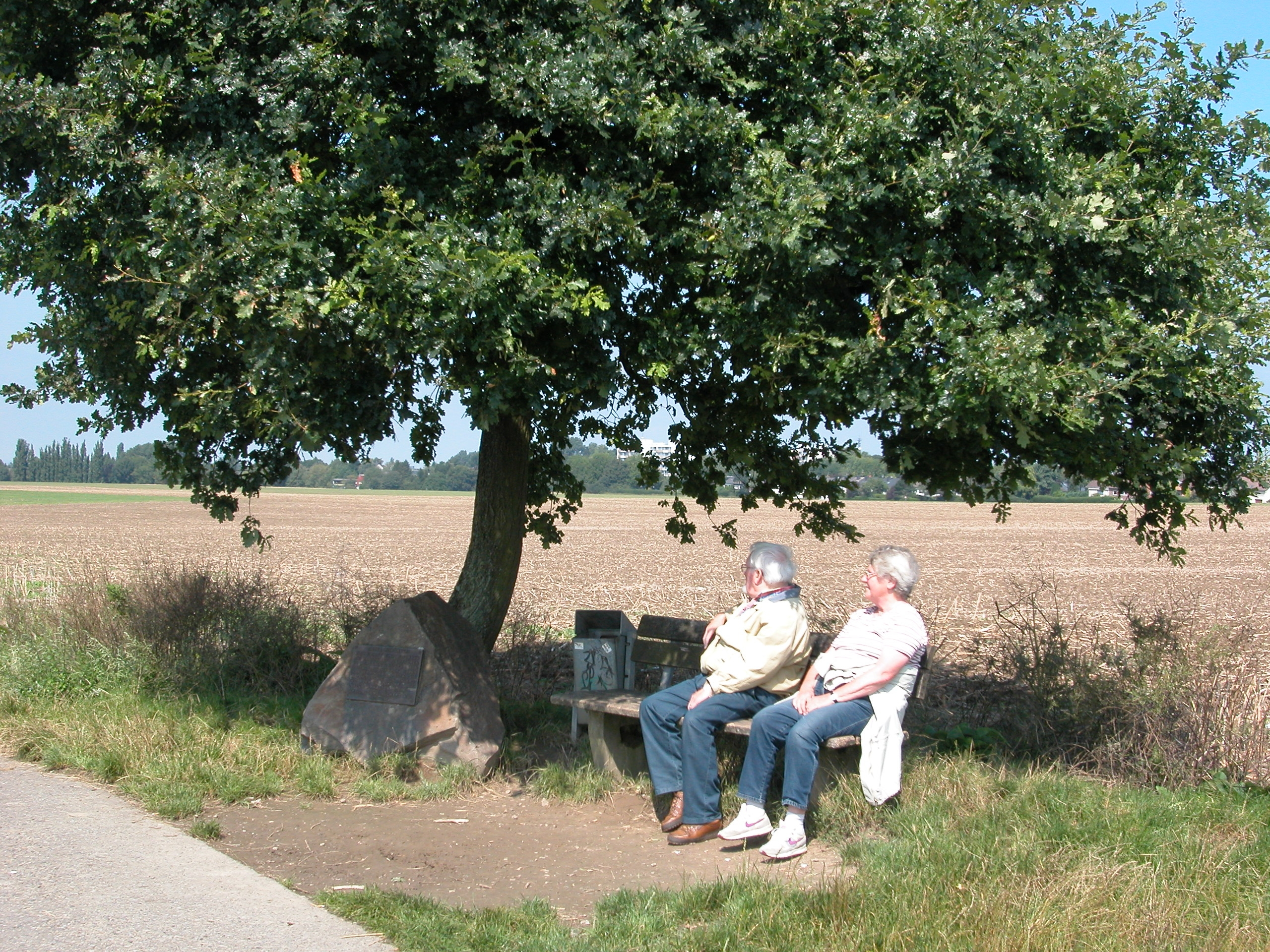
De A31-herdenksteen met bankje. Ook de eik werd door het actiecomité geplaatst. (2007)

Eind 1973 volgde de eerste inzageronde van de plannen voor het eerste trajectdeel in het stedelijke Hexbachtal. Met de bouw zou direct na het afronden van de inspraakperiode begonnen worden.
Echter waren er ook zienswijze, die door meer dan honderd burgers tegen de snelwegplannen uit de betreffende steden in het Ruhrgebied aangedragen werden, die de start van de bouw vertraagde. De insprekers maakte zich voornamelijk zorgen over de mogelijke aantasting van het tussen Mülheim-Dümpten en Essen-Borbeck gelegen Hexbachtal. De ecologische betekenis van dit landschap was al onderwerp geweest in de gesloten overeenkomsten tijdens de gemeentelijke herindeling begin twintigste eeuw. In deze overeenkomsten was afgesproken dat het Siepentallandschap - Talmunden genaamd - beschermd zouden worden. Maar niet alleen de toenmalige stadsbestuurders bewezen zich als moderne stadsplanologen en milieubeschermers. Ook de in 1920 opgerichte Siedlungsverband Ruhrkohlenbezirk had als doel het samengroeien van de enkele steden en diverse stadsuitbreidingen te verhinderen. Onmisbare groen- en akkerlanden zouden volgens hen behouden moeten blijven. Daarom werden beschermde open vlaktes vrijgehouden als regionale groenstructuur, die in het noord-zuidverloop tot vandaag de dag tussen de steden in het Ruhrgebied behouden is gebleven. Vanaf 1923 verzekerde de Siedlungsverband Ruhrkohlenbezirk verschillende percelen, die ook in het gebiedsontwikkelingsplan 1966 wettelijk verankerd waren als groenstructuur B waaronder ook het Hexbachtal valt, door deze aan te kopen en hierdoor deze grond vrijhield van allerlei soorten bebouwing.
Toen de plannen voor het zuidelijke aansluitende deel in de omgeving van Mülheim-Heißen ter inzage waren gelegd, hadden zich langs het tracé van Bottrop tot Overath (zuidoostelijk van Bergisch Gladbach) al talrijke burgerinitiatieven gevormd, die de krachten bundelden in het actiecomité Aktiongemeinschaft A113. Deze hadden als doel de A113 op basis van milieugronden te verhinderen.
In kader van de tweede inspraakronde werden meer dan 16.000 zienswijze tegen de bouw ingediend. Ze werden van groot belang, omdat experts fouten in de berekende verkeersprognose hadden gemaakt en de zienswijze kritiek hadden op het ontbreken van ecologische en ruimtelijke planologische plannen. Het debat met de plannenmakers (Landschaftsverband) en andere voorstanders (ADAC, IHK, bouwsector) duurde ongeveer acht jaar en werd door alle relevante autoriteiten en politieke organen tot aan de Bondsdag gevoerd. Deze besloot in 1976 tot verlagen van de prioriteit van het zuidelijke deel van de ondertussen in A31 hernoemde snelweg, die in het veranderde wegenplan voor de bouw van landelijke wegen voor de periode 1971 tot 1985 was opgenomen. Hierin kreeg het trajectdeel tussen Bottrop en Hennef het prioriteitsniveau Ib evenals het trajectdeel Hennef - Bad Neuenahr kreeg een lagere noodzaak. Alleen de randweg Hennef behield in kader van de B8 de hoogste prioriteit. Bij Bad Neuenahr was de aansluiting op de A61 al in bouw.
Ondanks de afwaardering naar prioriteitsniveau Ib was het definitieve besluit nog niet genomen, omdat de snelweg nog steeds in het wegenplan was opgenomen. De inzet van de Aktionsgemeinschaft A 31 had in de ambtelijke plannen en bij openbare politieke bijeenkomsten zijn vruchten afgeworpen. Echter was de politieke druk voor de bouw van de snelweg nog steeds aanwezig, omdat in het Ruhrgebied in de eerste fases van plannen de gemeentelijke partijovertreffende beleidsbeslissing voor de snelweg al gevallen was. Op dit besluit beriepen de voorstanders zich. Omdat de Bond de bouw tegen de wil van de door de snelweg getroffen en politiek invloedrijke centrale Ruhrgebied niet wilde doordrukken, kwam het vanuit het perspectief van de milieuactivisten daarop aan om in de gemeenten van de regio een negatieve houding tegenover het snelwegplan in te zetten. De milieuactivisten werden geholpen door de eerste resultaten van de deelonderzoeken voor het tracébesluit van de A31, die door de Bondsminister voor Verkeer, de minister voor Economie, MKB en Verkeer van de deelstaat Noordrijn-Westfalen evenals het Landschaftsverband Rheinland uitgegeven waren. De vroegtijdig bekent geworden resultaten van de milieustudie als onderdeel van een algemeen rapport verhoogde de druk op de politieke partijen, waarvan de basisorganisaties eveneens het stoppen van de A31-plannen verlangde. Op deze manier veranderde de politieke mening over de A31-plannen in de buursteden van het Ruhrgebied, omdat de colleges besloten tegen de bouw van de A31 te zijn.
Met de tweede verandering van het wegenplan voor de bouw van landelijke wegen in de periode 1971 tot 1985, gepubliceerd in 1980, was de gehele snelwegverbinding tussen Bottrop en Bad Neuenahr volledig geschrapt.
Overgebleven was de al gereed zijnde delen bij Bad Neuenahr-Ahrweiler die de nieuwe nummers A571 en A573 kregen evenals de plannen voor de randweg Hennef (B8, 2x2 rijstroken, hoge prioriteit) en de verbinding Bad Neuenahr-Ahrweiler (A571) - Remagen - Bad Honnef (A3) als 2x2 rijstroken Bundesstraße 266. Ook na de derde verandering van het landelijke wegenplan uit 1986 kwam het A31-plan niet meer voor. Daarnaast werd ook het trajectdeel tussen Remagen en Bad Honnef (A3) geschrapt. De vierde verandering van het wegenplan uit 1993 voorzag voor het trajectdeel Bad Neuenahr-Ahrweiler - Remagen alleen nog de 2x1 rijstroken tellende Rijnbrug bij Linz am Rhein. Het Bundesverkehrswegeplan 2003 behield in kader van de B266 de trajectdelen Bad Neuenahr (A573) tot Bad Neuenahr-Ost (2x2 rijstroken, 1,8 km, hoge prioriteit), de Ahrkruising (2x2 rijstroken, 1,6 km, eerste rijbaan in hoge prioriteit) bij Ehlingen, de randweg Bad Bodendorf (2x2 rijstroken, 1,9 km, lage prioriteit) en het traject Remagen - Linz am Rhein (2x1 rijstroken, 3 km, lage prioriteit). Van al deze plannen is alleen het trajectdeel bij Bad Neuenahr in bouw. De Ahrkruising doorsnijdt een natuurgebied en werd daarom niet meer voor het Bundesverkehrswegeplan 2015 door de deelstaatregering van Rijnland-Palts aangemeld. De zuidelijke A31 werd ook niet meer in het Bundesverkehrswegeplan 2003 en 2030 opgenomen.
In Mülheim richtte de - later hernoemde - Aktionsgemeinschaft A 31 op het geplande tracé een herdenkingssteen op, dat voor wandelaars tegenwoordig een geliefde rustplaats is.

### Verworpen plannen van Norddeich tot Riepe
Het concept wegenplan over de bouw van landelijke wegen in de periode 1971 tot 1985, gepubliceerd in 1971, voorzag dat tussen Norddeich en Leer de 2x2 rijstroken tellende Bundesstraße 70 gebouwd zou worden en bij Leer aan de A113 aangesloten zou worden. Daarbij had het trajectdeel Norddeich - Norden - Georgsheil het prioriteitsniveau II, het daaraan aansluitende deel tot Leer had het prioriteitsniveau I. Met de herstructurering van het snelwegennet was de A31 van Norddeich tot Bad Neuenahr volledig als snelweg gepland. De in 1976 gepubliceerde verandering van het wegenplan voor landelijke wegen in de periode 1971 en 1985 bracht als verandering dat tussen Riepe en het huidige knooppunt Dreieck Leer het tracé van de Bundesstraße 530 voor de A31 gebruikt zou worden. Tussen Georgsheil en Riepe kreeg de A31 het prioriteitsniveau Ia, terwijl het deeltraject Norddeich - Georgsheil een lage prioriteit kreeg. In 1980 kwam met de tweede verandering van het wegenplan voor landelijke wegen in de periode 1971 tot 1985 het einde voor het noordelijke deel van de A31 tussen Norddeich en Riepe. Sindsdien is het traject naar Emden volledig onderdeel van de A31 geworden. Tussen Georgsheil en Riepe was met het prioriteitsniveau II een Bundesstraße voorzien, die zuidelijk van het Eems-Jadekanaal met 2x2 rijstroken gepland was. Tevens was de randweg Norden in kader van de B70 gepland, die het prioriteitsniveau I behield. Het laatst genoemde trajectdeel bleef ook na de derde verandering van het wegenplan voor landelijke wegen uit 1986 met de hoogste prioriteit opgenomen, terwijl het traject Georgsheil - Riepe geschrapt werd. Ook in de vierde verandering van het wegenplan uit 1993 bleef de randweg Norden behouden. Het traject Georgsheil - Riepe werd niet opnieuw opgenomen, in plaats daarvan werd het traject van Riepe naar Aurich (weer) voorzien, die echter niet meer op het oorspronkelijke tracé van de A31 lag. In 2009 was de randweg Norden, die ook in het Bundesverkehrswegeplan 2003 was opgenomen, gereed. Voor de nieuwbouw van de B210 tussen Riepe (A31) en Aurich, aansluitend op de randweg Aurich, is sinds 2012 het tracé vastgelegd.

### Planverandering tussen Leer en Haren (Ems)
De oorspronkelijke plannen van de latere A31 voorzagen tussen Norddeich, Leer en Haren (Ems) een weg in een directe lijn aan te leggen. Uit het conceptplan van het wegenplan voor de bouw van landelijke wegen in de periode 1971 tot 1985 is een tracé met een kruising van de Eems noordelijk van Jemgum, westelijk van Leer en Weener voorzien. In de eerste helft van de jaren 70 bestond een gepland tracé, dat in de buurt van Veenhusen al aan de gereed zijnde Bundesstraße 72a (later als B530 hernummerd) was aangeknoopt en Leer ten oosten passeren zou (westelijk van Leer-Logabirum en Nortmoor). Na kruising van de rivieren Jümme en Leda was het verdere verloop van de snelweg tussen Westrhauderfehn en Ostrhauderfehn, door het Klostermoor evenals oostelijk en zuidelijk om Papenburg gepland. Het tracé zou dan noordelijk van Dörpen (met kruising van de Eems) en Dersum aangelegd worden, om aansluitend door het Bourtangermoeras op een westelijker gelegen lijn dan de huidige A31 doorkruizen (westelijk van Neusustrum en Haren (Ems)-Altenberge). Pas bij aansluiting Wesuwe zou dit geplande tracé op het huidige verloop van de A31 uitkomen.
In de tweede helft van de jaren 70 werd dit plan verworpen en sindsdien is in wezen de huidige tracévariant ontwikkeld. Het nieuwe tracéverloop voorzag tussen Bunde en Leer een gemeenschappelijk tracé met de A22 voor. Daardoor verkortte het in totaal aan te leggen snelwegkilometers en vervielen meerdere grote kunstwerken (kruising van de Eems bij Dörpen, de Jümme en Leda bij Leer). Terwijl in de omgeving van Bunde nog voorzien was de A22 tussen de grens met Nederland, Leer en Westerstede met elkaar te verbinden, zodat het tracé voor de grens noordelijk om Bunde naar Bunderhee verlopen zou. Vanaf hier zou de A31 naar Bottrop afbuigen. Eind jaren 70 werd ook hier teruggegrepen naar de huidig gerealiseerde variant.

### Voortgang van de nieuwbouw
Het trajectdeel tussen Neermoor en Riepe in Oost-Friesland is de sinds 1976 oudste bestaande deel van de A31. In 1984 begon de bouw van de Eemstunnel evenals vanaf de A2 bij Dreieck Bottrop de bouw van de A31 in Noordrijn-Westfalen, die in 1989 tot Heek gereed was. De opening van de Eemstunnel in hetzelfde jaar was een motivatie voor de verdere bouw van de A31 en ook de bij Leer aansluitende A28, die in die periode nog niet aangelegd was. De beide assen kropen zo tot 1995 continu naar elkaar toe. De onderbreking tussen beide stukken werd bewegwijzerd. In die periode was ook de A28 bij Dreieck Leer aan de A31 aangesloten. Op de Nedersaksische zijde voerde de A31 tot Twist en in Noordrijn-Westfalen tot Ochtrup-Nord. Op voorhand was al duidelijk dat de financiële middelen voor de voormalige West-Duitse snelwegen na de Duitse hereniging voornamelijk in de Oost-Duitse snelwegen werd geïnvesteerd voor bouw en renovatie. Zo werd in de volgende acht jaar alleen het trajectdeel Twist - Geeste aangelegd.

### Modelproject sluiting van de onderbreking
Langzaam werd het duidelijk dat de Bond de laatste bouwfase tot 2015 verschoven had. Dat de bouwwerkzaamheden op 19 december 2004 afgerond kon worden en de snelweg sindsdien over de volledige lengte te gebruiken is, was mogelijk door een voor Duitsland eenmalige en unieke financieringsmodel, waarin private personen, bedrijven, gemeenten, Landkreisen en de Nederlandse overheden een deel van de kosten droegen. Wezenlijk ging het erom de Bond te interesseren voor het voorgenomen plan van de circa 500 miljoen Duitse mark dure bouw voor het sluiten van de onderbreking (Geeste - Ochtrup-Nord). Voor de benodigde 135 miljoen mark werd 21 miljoen mark door bedrijven en 114 miljoen mark door de omliggende steden, Landkreisen en de gemeenten langs de A31 evenals door Nederlandse overheden opgebracht. In totaal hebben de Nederlandse ministeries van Verkeer en Waterstaat en Economische Zaken 40 miljoen mark en de drie provincies Groningen, Friesland en Drenthe 5 miljoen mark ingelegd, naast de 12 miljoen mark uit een Europees fonds en 2,6 miljoen mark van het Nederlandse bedrijfsleven. De investeringen vanuit Nederland werden gedaan omdat in Nederland een directe snelwegverbinding in het oosten van het land (tussen Groningen en Enschede/Hengelo) ontbreekt en dit de snelste verbinding is tussen deze landsdelen en het Ruhrgebied.
Geestelijk vader van dit opmerkelijke modelproject waren de ondernemer Rolf Trauernicht uit Großefehn in Landkreis Aurich, die ook een private investering van 250.000 mark deed en de Oberkreisdirektor, later Landraad, van Landkreis Emsland, Hermann Bröring. Een rapport van het instituut voor verkeerswetenschappen van de Westfaalse Wilhelms-Universiteit was uit een kosten-batenanalyse het resultaat gekomen, dat de baten door de sluiting van de onderbreking achtmaal hoger is dan de kosten. Scherpe kritiek op de financieringsvorm kwam vanaf de plaatselijke Groenen. Volgens hen moeten Landkreise, "vooral de failliet zijnde Kreise", zich niet laten meeslepen door zulke hoge uitgaven.
Na ondertekening van het verdrag tussen de Bond, de deelstaten, de regio en Nederland in maart 2001 werd vervolgens verder gebouwd met als prognosedatum eind 2005. Nog een succes was het verkorten van de bouwtijd met een jaar omdat de nieuwbouw ook een project was dat veel lokale ondernemingen evenals de betrokken planners en ambtenaren "aan het hart ging". Ook de baanbrekende compensatiemaatregelen kregen overwegend een goedkeuring van natuurbeschermingsorganisaties. Bijna elke nieuwe opening van een deeltraject werd met een groot volksfeest gevierd. Over het algemeen genomen had een nieuwe snelweg nog niet zo veel toestemmingen en goedkeuringen uit de regio gekregen.
Bij het noordelijk einde van de A31 ontbrak sinds 1981 alleen nog de noordwestelijke randweg om de stad. Bijna tien jaar nam deze maar vier kilometer lange trajectdeel (Emden-West - Emden-Mitte) in beslag. Jarenlang moest het gestorte zand inklinken omdat de snelweg, die dicht bij de Noordzee ligt, op een moerasbodem gebouwd werd. Een verdere vertraging kwam doordat een te hoog beladen vrachtwagen de bekisting van een vers gestorte betonnen brug over de B210 bij aansluiting Emden-Mitte ramde. Desondanks kon ook dit trajectdeel samen met het sluiten van de onderbreking in 2004 geopend worden.

### Openingen van de snelweg
| jaar     | trajectdeel                                   | lengte (in km) | opmerkingen                                                                                               |
| -------- | --------------------------------------------- | -------------- | --- |
| ca. 1965 | aansl. Neermoor - aansl. Veenhusen            | 2              | eerst als B72a, later als B530 genummerd. Gereed als ombouw naar snelweg: 1994                            |
| 1973     | aansl. Riepe - aansl. Neermoor                | 10,1           | als B530 genummerd                                                                                        |
| 1976-77  | aansl. Emden-Ost - aansl. Riepe               | 7              | als B530 genummerd                                                                                        |
| 1981     | aansl. Emden-Mitte - aansl. Emden-Ost         | 3,5            | |
| 1982     | aansl. Borken - aansl. Reken                  | 7,1            | |
| 1984     | aansl. Schermbeck - aansl. Kirchhellen-Nord   | 8,5            | |
| 1985     | aansl. Legden/Ahaus - aansl. Gescher/Coesfeld | 12,9           | |
| 1986     | aansl. Gescher/Coesfeld - aansl. Borken       | 9,6            | |
| 1987     | aansl. Kirchhellen-Nord - Dreieck Bottrop     | 8,5            | |
| 1988     | aansl. Legden/Ahaus - aansl. Heek             | 7,6            | |
| 1989     | aansl. Leer-West - aansl. Weener              | 11,3           | |
| 1990     | aansl. Weener - aansl. Dörpen                 | 23,7           | |
| 1990     | L510 bij Gronau/Ochtrup - aansl. Heek         | 10,0           | |
| 1990     | aansl. Reken - aansl. Schermbeck              | 11,2           | |
| 1991     | Dreieck Leer - aansl. Leer-West               | 6,7            | |
| 1992     | aansl. Dörpen - aansl. Lathen                 | 12,4           | |
| 1993     | aansl. Lathen - aansl. Haren (Ems)            | 7,5            | |
| 1994     | aansl. Haren (Ems)/Rütenbrock - aansl. Twist  | 17,0           | |
| 1995     | aansl. Emden-West - aansl. Pewsum             | 3,0            | gebouwd op het tracé van de enkelbaanse noordwestelijke randweg van Emden uit 1970/71 (2de rijbaan: 1999) |
| 1995     | aansl. Veenhusen - Dreieck Leer               | 3,7            | |
| 1995     | aansl. Ochtrup-Nord - L510 bij Gronau/Ochtrup | 5,9            | |
| 1998     | aansl. Twist - aansl. Geeste                  | 9,0            | |
| 2002     | aansl. Geeste - aansl. Wietmarschen           | 5,5            | |
| 2003     | aansl. Wietmarschen - aansl. Lingen           | 7,3            | |
| 2004     | aansl. Pewsum - aansl. Emden-Mitte            | 1,7            | gebouwd op het tracé van de enkelbaanse noordwestelijke randweg van Emden uit 1970/71                     |
| 2004     | aansl. Schüttorf-Ost - aansl. Ochtrup-Nord    | 10,7           | |
| 2004     | aansl. Emsbüren - aansl. Schüttorf-Ost        | 4,3            | |
| 2004     | aansl. Lingen - aansl. Emsbüren               | 13,7           | |

Tussen de aansluitingen Emden-Ost en Riepe werd in oktober 2010 een volledige renovatie met bouw van vluchtstroken afgerond.

## Trivia

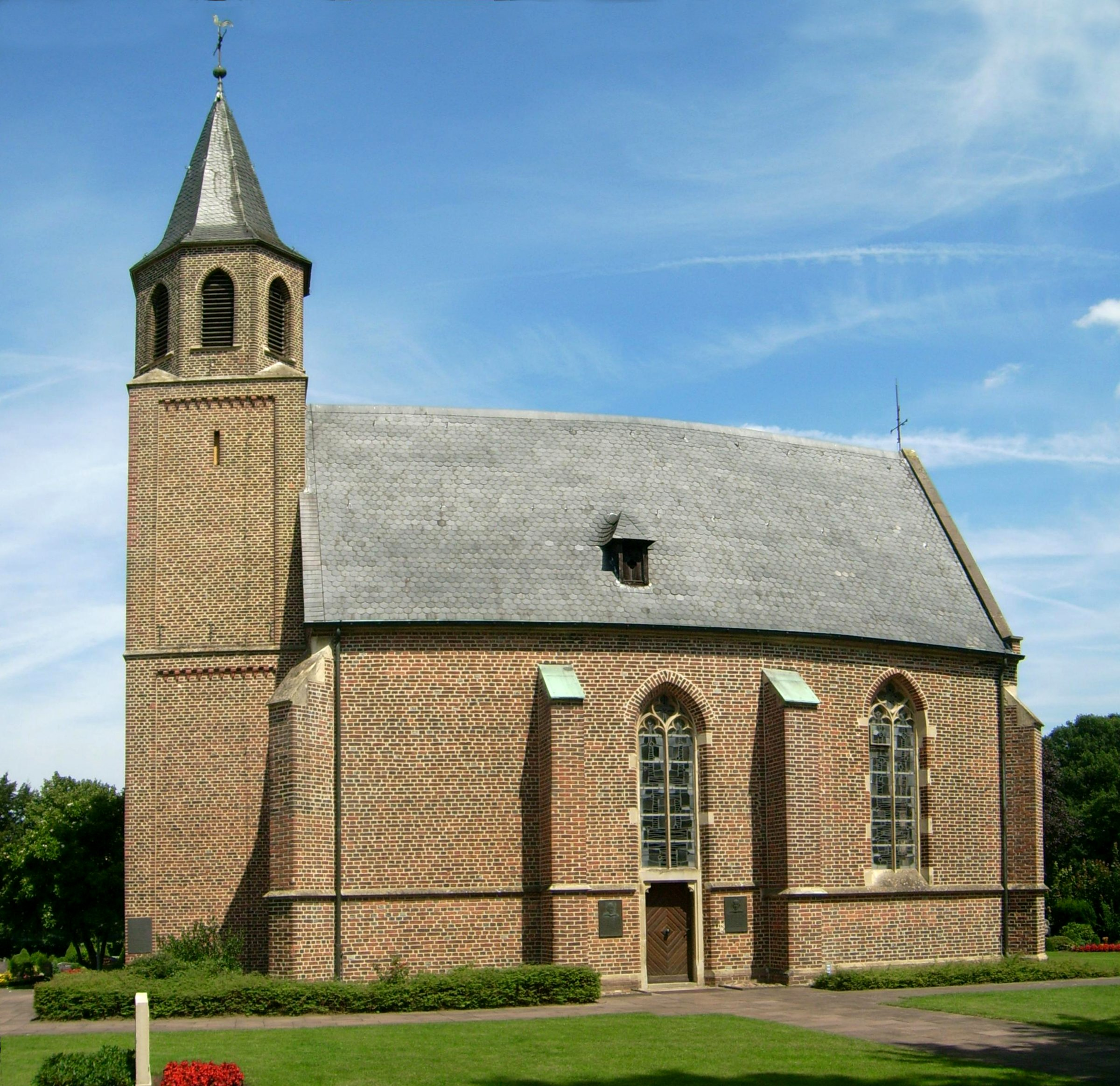
Snelwegkerk "St. Antonius"

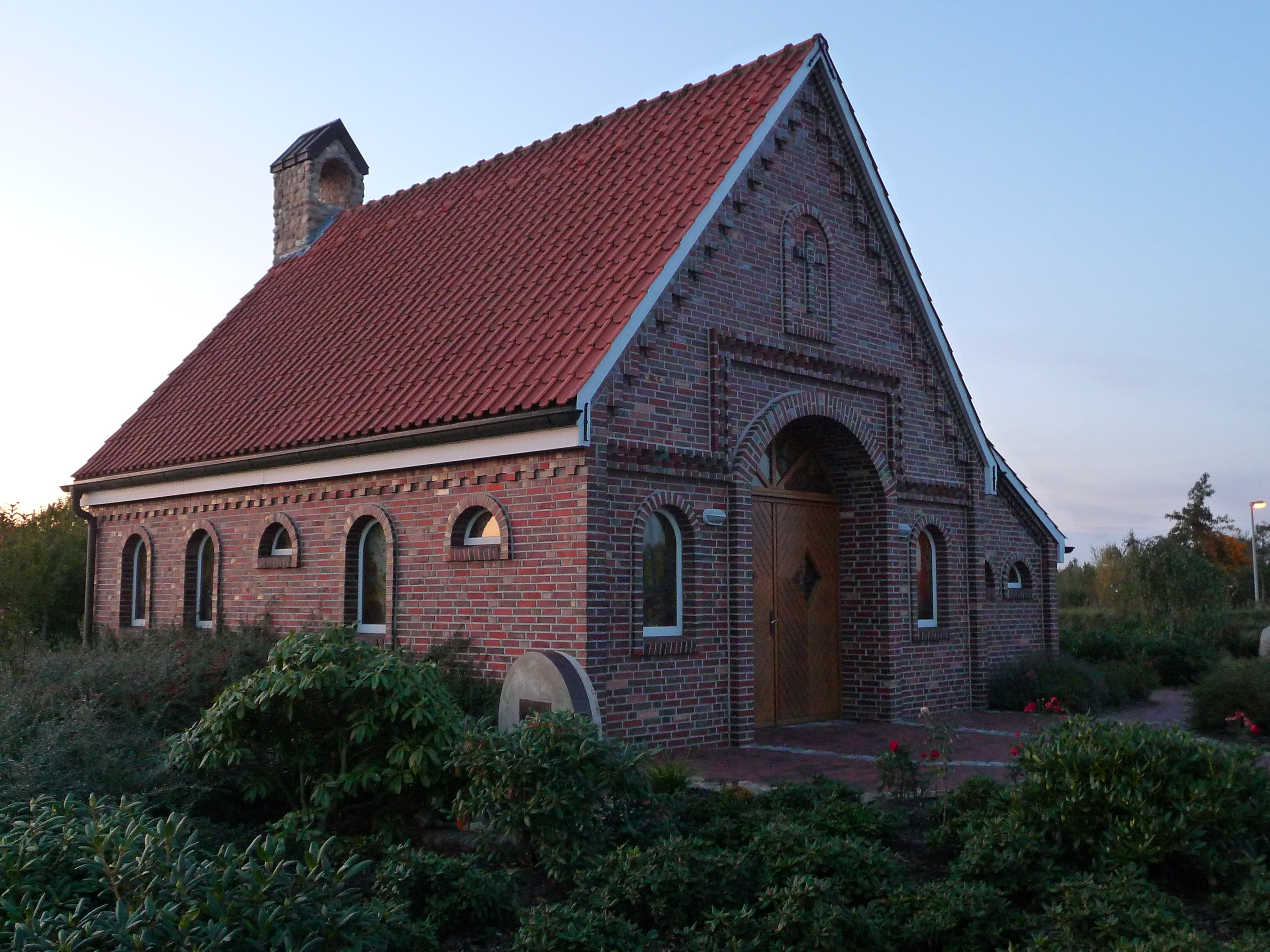
Snelwegkerk "Jesus - Brot des Lebens". (2009)

- De snelweg heeft over de gehele lengte 2x2 rijstroken. Het trajectdeel vanaf het begint bij Emden-West tot aansluiting Emden-Ost is het enige deel van de A31 dat geen vluchtstroken heeft. Vluchtstroken ontbreken nog tussen de aansluitingen Riepe en Neermoor, waar deze faciliteit door de verbreding van een brug voorbereid wordt. Het noodzakelijke tracébesluit werd op 22 maart 2012 vastgesteld. Het daaraan aansluitende bouw begon in mei 2017 en zal volgens verwachting tot de herfst van 2020 duren.[25]
- Bij knooppunt Dreieck Leer gaat de zuidelijke as van de A31 naadloos in de A28 richting Oldenburg en Bremen tot de A1 over. Om op de A31 te blijven moet bij het knooppunt van rijbaan gewisseld worden, een zogenaamde TOTSO.
- Tussen de aansluitingen Leer-West en Jemgum rijdt het verkeer door de 945 meter lange Eemstunnel. Deze tunnel onder de Eems is gebouwd tussen 1984 en 1989. Het is na de Elbetunnel de tweede langste tunnel onder een rivier in Duitsland. Doordat hier hoge zeeschepen (lees cruiseschepen van Meyer Werft) door moeten kunnen varen is een zeer hoge brug nodig, waardoor de keuze voor een tunnel eenvoudig gemaakt was. In 2013 en 2014 werd in de tunnel grootschalige renovatiewerkzaamheden uitgevoerd, waardoor het verkeer gedurende langere tijd over slechts één rijstrook kon beschikken en zelfs gedurende een korte periode per rijrichting wegens volledige stremming moest omrijden.
- Het Nedersaksische deel van de A31 is een van de rustigste snelwegen van Duitsland. In het bijzonder 's nachts is nauwelijks een auto te bekennen.[26] In de vakantietijd en de langere weekeinden (bijvoorbeeld Hemelvaart) zorgt het vakantie- en recreatieverkeer naar Oost-Friesland en terug voor hoge verkeersintensiteiten en soms ook file.
- Het tracé verloopt grotendeels door dunbevolkt gebied.
- Langs de snelweg zijn vele windturbines te zien, meer dan tweehonderd turbines staan langs de A31.
- Bij de parkeerplaats Heseper Moor tussen de aansluitingen Twist (22) en Geeste (23) staat in de richting van het zuiden de snelwegkerk "Jesus - Brot des Lebens" en bij de aansluiting Gescher/Coesfeld (33) bevindt zich de snelwegkerk St. Antonius.
- De naam Ostfriesenspieß is voor de eerste keer in een cartoon gebruikt, die in 1974 op een flyer verscheen en in het Essense weekblad Borbecker Nachrichten gepubliceerd werd. Daarin werd een lid van de wetenschappelijke adviesraad van de Aktionsgemeinschaft A 31 geciteerd: "Doordat het snelwegtracé vele natuurbeschermings- en recreatiegebieden "doorspiest", net zoals een sjasliekspies de stukken vlees doorboort, heeft het de naam Ostfriesenspieß gekregen".[27] Later werd dit begrip door de toenmalige Bondsminister van Binnenlandse Zaken Rudolf Seiters die in het nabijgelegen Papenburg woont, in een toespraak bij een opening van een deeltraject gebruik waardoor de naam bij het grote publiek bekend werd.
- Aan de benaming van de aansluiting Lingen ging een strijd vooruit. De stad Nordhorn wilde graag de naam Lingen/Nordhorn. Het besluit in de discussie viel door een nieuw voorschrift, die aangaf dat de dichtstbijzijnde stad of gemeente naamgevend is. Nordhorn lag enkele meters verder dan Lingen. Hetzelfde voorschrift verhief het kleine stadje Schüttorf onverwacht tot bekendheid. Naar de plaats is het knooppunt tussen de A30 en A31 evenals een aansluiting aan beide snelwegen vernoemd.
- Tussen de aansluitingen Dorsten en Schermbeck is bij de parkeerplaats Holsterhausen een niet-bewegwijzerde aansluiting aangelegd; in de richting van Emden als afrit en in de richting van Bottrop als toerit. Deze aansluiting wordt ook wel Hürlandausfahrt genoemd - afgeleid van de vroeger in de buurt wonende, voormalige staatssecretaris van Defensie Agnes Hürland-Büning. Het gerucht gaat dat de aangelegde aansluiting een kortere route werd voor Hürland-Bünings weg naar het ministerie in Bonn.
- Doordat de snelweg weinig verkeer kent zijn sommige trajectdelen tot een geliefd traject voor hard rijden met sportwagens ontwikkeld. Door de nabijheid van Nederland en België gebruiken ook tuningsgarages de A31 voor testritten.
- De aansluitingen in het stadsgebied van Bottrop werden in 2017 hernoemd. De naam van de aansluiting Kirchhellen is veranderd in Bottrop-Kirchhellen en de aansluiting Kirchhellen-Nord ondertussen Bottrop-Feldhausen. Ook de volgende aansluiting richting het Norden, Dorsten-West, kreeg de nieuwe naam Dorsten.
- Hoewel de A31 naar Bottrop loopt, staat het naastgelegen Oberhausen als eindbestemming op de borden. De reden hiervoor is dat Oberhausen, in tegenstelling tot Bottrop, een landelijke betekenis heeft en met Kreuz Oberhausen een van de grootste snelwegknooppunten in Noordrijn-Westfalen heeft. Bottrop wordt wel vanaf het knooppunt Schüttorf bewegwijzerd wat nog altijd zo´n 100 km is, maar dat is minder dan Oberhausen en Emden die elk al vanaf 240 km staan aangegeven.

## Gedetailleerde aansluitingenlijst
| Kreis/Stadt                   | nr.           | Aansluiting         | km                                 | Bewegwijzerde doelen                                           | Opmerkingen |
| ----------------------------- | ------------- | ------------------- | ---------------------------------- | -------------------------------------------------------------- | --- |
| Emden                         | 1             | Emden-West          | 240,6                              | - Emden-West                                                   | snelweg begint bij een verkeerslicht                                                                                      |
| Emden                         | 2             | Pewsum              | 238,2                              | - Pewsum - Greetsiel - Emd.-Conrebbersweg                      | |
| Emden                         | 3             | Emden-Mitte         | 236,3                              | - Emden-Mitte - Aurich - Norddeich - Nord                      | |
| Emden                         | 4             | Emden-Wolthusen     | 233,4                              | - Emden - -Wolthusen - -Uphusen                                | |
| Emden                         | 5             | Emden-Ost           | 232,6                              | - Emden-Ost - Ost                                              | trompetknooppunt |
| Landkreis Leer                |               |                     |                                    |                                                                | |
| 6                             | Riepe         | 225,4               | - Riepe - Oldersum - Aurich        |                                                                | |
| 7                             | Neermoor      | 215,3               | - Neermoor - Timmel - Warsingsfehn | Dat de aangesloten is, is niet bewegwijzerd.                   | |
| 8                             | Veenhusen     | 213,2               | - Veenhusen - Hesel - Warsingsfehn | trompetknooppunt                                               | |
| 9                             | Dreieck Leer  | 209,4               | - Oldenburg - Leer-Ost             | De A31 is in dit knooppunt niet de doorgaande richting (TOTSO) | |
| 9                             | Dreieck Leer  | 209,4               | - Meppen - Groningen - Leer-Nord   | De A31 is in dit knooppunt niet de doorgaande richting (TOTSO) | |
| 9                             | Dreieck Leer  | 209,4               | - Norddeich - Emden - Veenhusen    | De A31 is in dit knooppunt niet de doorgaande richting (TOTSO) | |
| 10                            | Leer-Nord     | 206,9               | - Leer-Nord - Neermoor             |                                                                | |
| 11                            | Leer-West     | 202,2               | - Leer-West - -Hafen - Oldersum    |                                                                | |
| 12                            | Jemgum        | 201,3               | - Jemgum - Bingum                  |                                                                | |
| 13                            | Weener        | 191,4               | - Weener - Bunde                   |                                                                | |
| 14                            | Dreieck Bunde | 189,5               | - Groningen - Bunde-West           |                                                                | |
| 15                            | Papenburg     | 186,7               | - Papenburg - Stapelmoor - Wymeer  |                                                                | |
| Landkreis Emsland             | 16            | Rhede (Ems)         | 178,2                              | - Rhede (Ems) - Aschendorf - Bellingwolde (NL)                 | |
| Landkreis Emsland             | 17            | Dörpen              | 169,3                              | - Dörpen - Heede - Bourtange (NL)                              | |
| Landkreis Emsland             | 18            | Lathen              | 156,7                              | - Lathen - Sögel - Niederlangen - Neusustrum                   | |
| Landkreis Emsland             | 19            | Haren (Ems)         | 149,2                              | - Haren (Ems) - Stadskanaal (NL) - Rütenbrock - Dankern        | |
| Landkreis Emsland             | 20            | Wesuwe              | 142,5                              | - Wesuwe - Hebelermeer                                         | |
| Landkreis Emsland             | 21            | Meppen-Nord         | 138,4                              | - Meppen-Nord - Haselünne                                      | klaverbladknooppunt |
| Landkreis Emsland             | 21            | Meppen-Nord         | 138,4                              | - Emmen (NL) - Schöninghsdorf                                  | klaverbladknooppunt |
| Landkreis Emsland             | 22            | Twist               | 132,3                              | - Twist - Coevorden (NL) - Meppen-West                         | |
| Landkreis Emsland             | 23            | Geeste              | 123,1                              | - Geeste - Dalum - Emlichheim                                  | |
| Landkreis Grafschaft Bentheim | 24            | Wietmarschen        | 118,1                              | - Wietmarschen - Neuenhaus - Uelsen - Lohne - Emlichheim       | |
| Landkreis Grafschaft Bentheim | 25            | Lingen              | 111,0                              | - Lingen - Nordhorn - Lohne                                    | |
| Landkreis Emsland             | 26            | Emsbüren            | 95,8                               | - Emsbüren - Schüttorf-Nord                                    | |
| Landkreis Emsland             | 27            | Kreuz Schüttorf     | 94,1                               | - Osnabrück - Rheine - Salzbergen                              | |
| Landkreis Emsland             | 27            | Kreuz Schüttorf     | 94,1                               | - Amsterdam - Schüttorf-Nord                                   | |
| Landkreis Grafschaft Bentheim | 28            | Schüttorf-Ost       | 92,2                               | - Schüttorf-Ost - Bad Bentheim - Salzbergen                    | |
| Kreis Steinfurt               | 29            | Ochtrup-Nord        | 81,1                               | - Ochtrup-Nord - Bad Bentheim                                  | |
| Kreis Steinfurt               | 30            | Gronau/Ochtrup      | 73,8                               | - Ochtrup - Steinfurt                                          | klaverbladknooppunt |
| Kreis Steinfurt               | 30            | Gronau/Ochtrup      | 73,8                               | - Gronau - Enschede                                            | klaverbladknooppunt |
| Kreis Borken                  | 31            | Heek                | 65,3                               | - Heek - Metelen - Schöppingen - Ahaus-Nord                    | |
| Kreis Borken                  | 32            | Legden/Ahaus        | 57,5                               | - Legden - Ahaus - Vreden - Stadtlohn - Rosendahl              | |
| Kreis Borken                  | 33            | Gescher/Coesfeld    | 44,8                               | - Gescher - Coesfeld - Winterswijk - Südlohn - Stadtlohn       | Snelwegkerk St. Antonius bij de aansluiting                                                                               |
| Kreis Borken                  | 34            | Borken              | 35,1                               | - Dülmen                                                       | klaverbladknooppunt |
| Kreis Borken                  | 34            | Borken              | 35,1                               | - Borken - Bocholt - Rhede - Velen                             | klaverbladknooppunt |
| Kreis Borken                  | 35            | Reken               | 29,6                               | - Reken - Heiden                                               | |
| Kreis Recklinghausen          | 36            | Lembeck             | 23,6                               | - Lembeck - Rhade - Raesfeld                                   | |
| Kreis Recklinghausen          | 37            | Schermbeck          | 16,8                               | - Schermbeck - Wesel - Haltern - Wulfen                        | |
| Kreis Recklinghausen          | zonder nummer | "Hürlandausfahrt"   | ong. 14,6                          | geen                                                           | Niet bewegwijzerde aansluiting in de parkeerplaats Holsterhausen. Afrit alleen richting Emden en toerit richting Bottrop. |
| Kreis Recklinghausen          | 38            | Dörsten             | 11,3                               | - Dorsten - Hünxe - Gahlen                                     | |
| Bottrop                       | 39            | Bottrop-Feldhausen  | 8,5                                | - Bottrop - -Feldhausen - -Kirchhellen-Nord - Dorsten-Süd      | |
| Bottrop                       | 40            | Bottrop-Kirchhellen | 6,1                                | - Bottrop-Kirchhellen - Gladbeck-Zweckel                       | |
| Kreis Recklinghausen/Gladbeck | 41            | Gladbeck            | 3,6                                | - Gladbeck                                                     | |
| Bottrop                       | 42            | Dreieck Bottrop     | 0,0                                | - Hannover - Dortmund                                          | Het startpunt (0,0) ligt bij het begin van de verbindingsboog Oberhausen - Emden.                                         |
| Bottrop                       | 42            | Dreieck Bottrop     | 0,0                                | - Düsseldorf - Köln - Oberhausen - Bottrop                     | Het startpunt (0,0) ligt bij het begin van de verbindingsboog Oberhausen - Emden.                                         |